# Vallis Alpes

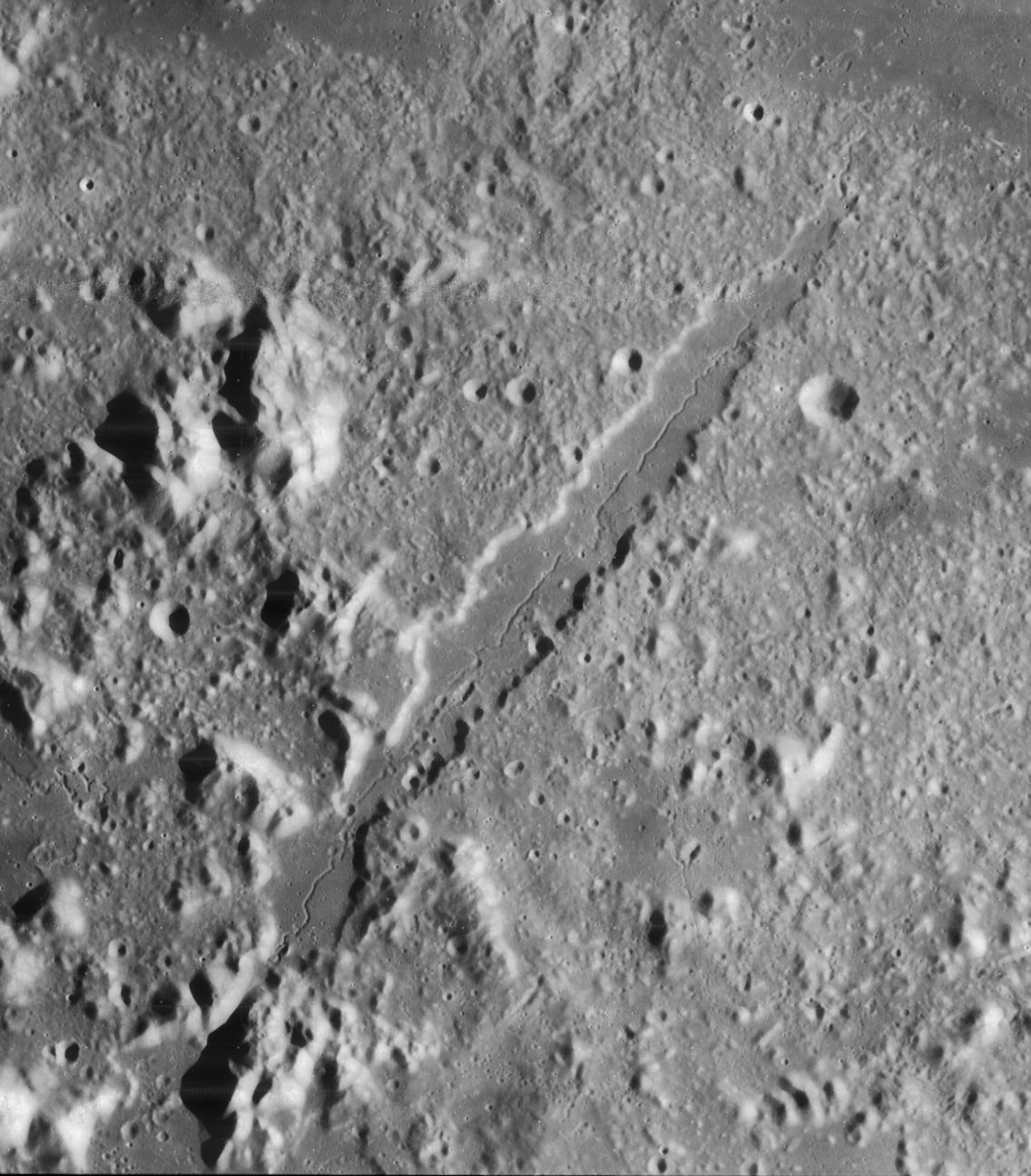
Vallis Alpes na zdjęciu z sondy Lunar Orbiter 4

Vallis Alpes (Dolina w Alpach) – dolina na Księżycu dzieląca pasmo Alp. Ciągnie się na długości 166 km od basenu Mare Imbrium w kierunku wschód-północny wschód aż do krawędzi Mare Frigoris. Dolina jest wąska na obu końcach i rozszerza się do maksymalnej szerokości ok. 10 km wzdłuż środkowego odcinka. Współrzędne selenograficzne tej formy wynoszą ☾ 48,5°N 3,2°E/48,500000 3,200000.
Dno doliny stanowi płaska, zalana lawą powierzchnia podzielona przez niewielką rozpadlinę (rysa ta jest granicznym punktem możliwym do obserwacji przez teleskopy na Ziemi). Brzegi doliny wznoszą się od dna do otaczającego ją wyżynnego terenu o blokowatej, nierównej powierzchni. Południowa część doliny jest bardziej prosta niż północna część, która jest nieznacznie wygięta i nierówna. Bardziej postrzępione krawędzie doliny znajdują się na wąskim zachodnim-południowo-zachodnim końcu, który przecina łańcuch górski. Ta dolina najprawdopodobniej jest rowem tektonicznym, który został później zalany przez magmę.
Ta dolina została odkryta w 1727 roku przez Francesco Bianchiniego.